# Black's Mysterious Box
Black's Mysterious Box (o The Black's Mysterious Box) è un cortometraggio muto del 1915 scritto e diretto da Raoul Barré.

## Produzione
Il film fu prodotto dalla Barre Studios e dalla Edison Company.

## Distribuzione
Distribuito dalla General Film Company, il film - un cortometraggio di 100 metri - uscì nelle sale cinematografiche degli Stati Uniti il 15 dicembre 1915.
Nelle proiezioni, veniva programmato con il sistema dello split reel, accorpato in un'unica bobina con due altri cortometraggi prodotti dalla Edison, il documentario History of the Big Tree e il cartoon Hicks in Nightmareland.